# Diadelia affinis
Diadelia affinis là một loài bọ cánh cứng trong họ Cerambycidae.